# Seceani

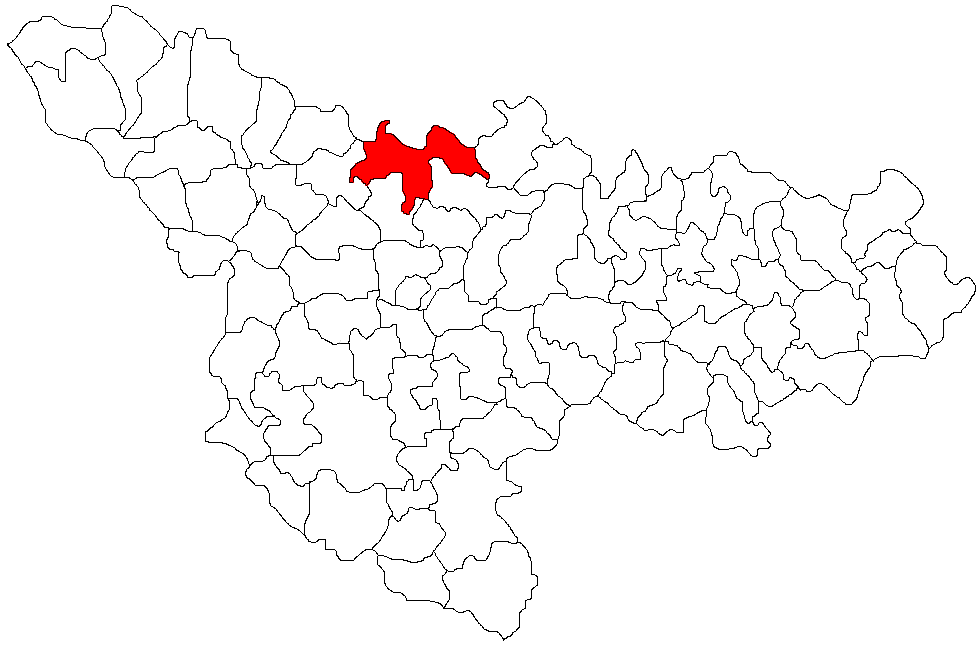
Lage der Gemeinde Orțișoara im Kreis Timiș

Seceani (deutsch Setschan, ungarisch Temesszécsény) ist ein Dorf im Kreis Timiș, Banat, Rumänien. Seceani gehört zur Gemeinde  Orțișoara.

## Geografische Lage
Seceani liegt im Norden des Kreises Timiș, an der Grenze zum Kreis Arad, auf halber Strecke zwischen Timișoara und Arad, an der Nationalstraße DN69. Die Autobahn Timișoara-Arad hat eine Ausfahrt bei Orțișoara/Seceani.

## Nachbarorte
| Vinga     | Hunedoara Timișană                          | Firiteaz       |
| Orțișoara | Kompassrose, die auf Nachbargemeinden zeigt | Fibiș          |
| Cornești  | Murani                                      | Bencecu de Jos |

## Geschichte
Die Ortschaft Zechien wurde 1256 erstmals urkundlich erwähnt. In den päpstlichen Zehntlisten von 1333–1337 erscheint der Ortsname Secsany. Die Ortschaft entstand durch den Zusammenschluss mehrerer Weiler: Secianiul Mic (Kleinsetschan), Secianul Mare (Großsetschan), Macova und andere.
1582 waren die Weiler von Serben bewohnt und hießen Mali Szecsan (Kleinsetschan) und Veli Szecsan (Großsetschan).
Nach dem Frieden von Passarowitz (1718), als das Banat eine Habsburger Krondomäne wurde, war Seceani Teil des Temescher Banats. Nach dem Österreichisch-Ungarischen Ausgleich (1867) wurde das Banat dem Königreich Ungarn innerhalb der Doppelmonarchie Österreich-Ungarn angegliedert. Die amtliche Ortsbezeichnung war Temesszécsény.
Der Vertrag von Trianon am 4. Juni 1920 hatte die Dreiteilung des Banats zur Folge, wodurch Seceani an das Königreich Rumänien fiel.
In der Zwischenkriegszeit gehörte Seceani zum Stuhlbezirk Vinga, Kreis Timiș-Torontal.
Kuriositäten
Die Schlammvulkane von Seceani, erstmals von dem Franzosen H. Cognand 1867 entdeckt, befinden sich in vier Kilometer Entfernung von der Autobahnausfahrt Arad-Timișoara.
Bei archäologischen Ausgrabungen wurde die mittelalterliche Erdburg von Seceani freigelegt.

## Demografie
| 1880 | 1901 | 1715 | 76 | 84 | 26 |
| 1910 | 1903 | 1777 | 37 | 77 | 12 |
| 1930 | 1770 | 1659 | 42 | 32 | 37 |
| 1977 | 1002 | 982  | 3  | 8  | 9  |
| 2002 | 595  | 555  | 6  | 2  | 32 |